# Liste der Monuments historiques in Reulle-Vergy
Die Liste der Monuments historiques in Reulle-Vergy führt die Monuments historiques in der französischen Gemeinde Reulle-Vergy auf.

## Liste der Immobilien
| Bezeichnung        | Beschreibung                     | Standort                                       | Kennzeichnung | Schutzstatus | Datum | Bild           |
| ------------------ | -------------------------------- | ---------------------------------------------- | ------------- | ------------ | ----- | -------------- |
| Kirche St-Saturnin | aus dem 12. oder 13. Jahrhundert | südlich des Ortes an der Butte de Vergy (Lage) | PA00112606    | Inscrit      | 1947  | weitere Bilder |

## Liste der Objekte
| Bezeichnung                                                                    | Beschreibung                                                         | Standort                         | Kennzeichnung | Schutzstatus | Datum | Bild |
| ------------------------------------------------------------------------------ | -------------------------------------------------------------------- | -------------------------------- | ------------- | ------------ | ----- | ---- |
| Grabstein für Jean Esmonin                                                     | Kalkstein, bezeichnet 1519                                           | in der Kirche St-Saturnin (Lage) | PM21001849    | Classé       | 1908  |      |
| Reliquienbüste eines Bischofs                                                  | Holz, farbig gefasst, 16. Jahrhundert                                | in der Kirche St-Saturnin (Lage) | PM21001850    | Classé       | 1925  |      |
| Zwei Armreliquiare                                                             | Holz, farbig gefasst, 16. Jahrhundert                                | in der Kirche St-Saturnin (Lage) | PM21001851    | Classé       | 1925  |      |
| Skulptur Johannes der Täufer                                                   | Kalkstein, farbig gefasst, 16. Jahrhundert                           | in der Kirche St-Saturnin (Lage) | PM21001852    | Classé       | 1925  |      |
| Skulptur Heilige Barbara                                                       | Kalkstein, farbig gefasst, 15. Jahrhundert                           | in der Kirche St-Saturnin (Lage) | PM21001853    | Classé       | 1925  |      |
| Pietà                                                                          | Kalkstein, farbig gefasst, um 1500                                   | in der Kirche St-Saturnin (Lage) | PM21001854    | Classé       | 1925  |      |
| Skulptur Segnender Christus                                                    | Holz, farbig gefasst, um 1600                                        | in der Kirche St-Saturnin (Lage) | PM21001855    | Classé       | 1925  |      |
| Skulptur Madonna mit Kind                                                      | Holz, farbig gefasst und vergoldet, bezeichnet 1739                  | in der Kirche St-Saturnin (Lage) | PM21001856    | Classé       | 1925  |      |
| Zwei Skulpturen: Heiliger Vinzenz und heiliger Eligius                         | Aufsätze für Prozessionsstäbe; Holz, farbig gefasst, 18. Jahrhundert | in der Kirche St-Saturnin (Lage) | PM21001857    | Classé       | 1925  |      |
| Gemälde Madonna mit Kind zwischen der heiligen Barbara und Johannes dem Täufer | Ölfarbe auf Leinwand, bezeichnet 1610                                | in der Kirche St-Saturnin (Lage) | PM21001860    | Classé       | 1976  |      |
| Kirchenbänke                                                                   | Holz, bezeichnet 1771                                                | in der Kirche St-Saturnin (Lage) | PM21001861    | Classé       | 1978  |      |
| Adlerpult                                                                      | Holz, 19. Jahrhundert                                                | in der Kirche St-Saturnin (Lage) | PM21003695    | Inscrit      | 1976  |      |
| Kruzifix                                                                       | Holz, farbig gefasst, 16. Jahrhundert                                | in der Kirche St-Saturnin (Lage) | PM21003696    | Inscrit      | 1976  |      |
| Glocke (1)                                                                     | Bronze, 1701 gegossen                                                | in der Kirche St-Saturnin (Lage) | PM21001858    | Classé       | 1976  |      |
| Glocke (2)                                                                     | Bronze, 1503 gegossen                                                | in der Kirche St-Saturnin (Lage) | PM21001859    | Classé       | 1976  |      |